# Máiréad Nesbitt
Máiréad Nesbitt (Loughmoe, 30 novembre 1978) è una violinista irlandese.
Dal 2004 al 2016 ha fatto parte del gruppo di musica celtica femminile Celtic Woman.

## Discografia parziale
- 2001 - Raining Up
- 2005 - Celtic Woman
- 2006 - Celtic Woman: A Christmas Celebration
- 2007 - Celtic Woman: A New Journey
- 2008 - Celtic Woman: The Greatest Journey
- 2008 - Tinker Bell (colonna sonora del film Trilli)
- 2009 - Tinker Bell and the Lost Treasure (colonna sonora del film Trilli e il tesoro perduto)
- 2010 - Celtic Woman: Songs from the Heart
- 2011 - Celtic Woman: Lullaby
- 2011 - Celtic Woman: Believe
- 2012 - Celtic Woman: Home for Christmas
- 2012 - Celtic Woman: Silent Night
- 2014 - Celtic Woman: Emerald - Musical Gems
- 2015 - Celtic Woman: Destiny